# Fimbristylis borbonica
Fimbristylis borbonica är en halvgräsart som beskrevs av Ernst Gottlieb von Steudel. Fimbristylis borbonica ingår i släktet Fimbristylis och familjen halvgräs.
Artens utbredningsområde är Réunion. Inga underarter finns listade i Catalogue of Life.